# Carl Christian Friedrich Gordijn

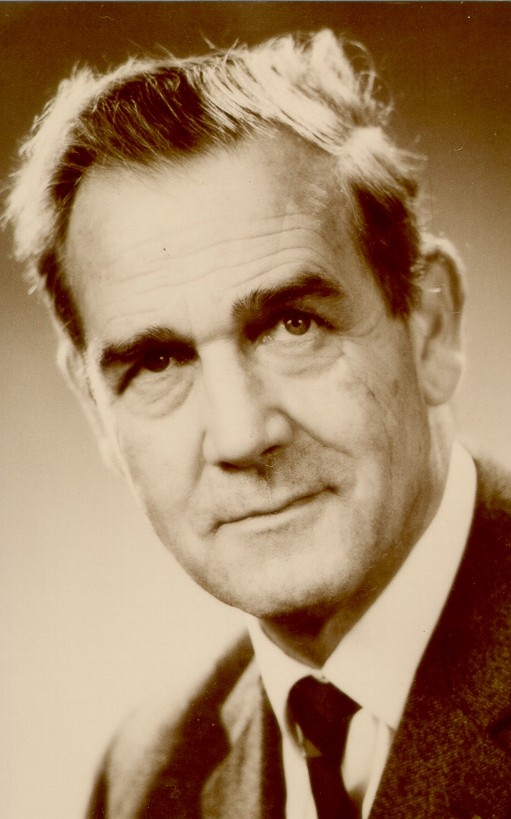

Carl Christian Friedrich Gordijn (Amsterdam, 26 april 1909 - Otterlo, 20 december 1998) was een Nederlands hoogleraar. Hij is de grondlegger van zowel het bewegingsonderwijs als van de leer van het menselijk zich bewegen.

## Levensloop
Na zijn opleiding tot gymnastiekleraar aan het N.I.L.O. te Amsterdam (1926-1930) wordt hem al snel duidelijk dat de hem aangereikte - vooral anatomisch-fysiologische - kennis niet toereikend is voor de onderwijspraktijk.  Via opleidingen tot MO-A (1942) en MO-B (1945) pedagogiek en de doctorale studie pedagogiek  (cum laude 1957), promoveert hij in 1958 op het proefschrift Bewegingsonderwijs in het onderwijs- en opvoedingstotaal (promotor: Prof. Dr. J. Waterink). Vele publicaties zullen nog volgen, waaronder de boeken Bewegingsonderwijs (1961), Inleiding tot het bewegingsonderwijs (1968) en Wat beweegt ons (1975).
In de eerste jaren na de Tweede Wereldoorlog is het Gordijn vooral te doen om acceptatie van ‘lichaamsoefeningen’ en van spel & sport binnen het protestants-christelijke volksdeel.  Veel vooroordelen en weerstanden moeten daarvoor worden beslecht. Uit deze periode stammen de brochures De achtergronden ener Christelijke Lichamelijke Opvoeding (1954) en Spel en Sport in onze maatschappij door de christen bedreven (1959).
Naar aanleiding van zijn wijsgerig-antropologische studies over het menselijk lichaam komt hij, gesteund door (gereformeerde) geloofsgenoten als Prof. Berkouwer en Prof. Bavinck, tot een afwijzing van het lichaam-ziel dualisme. Dit laatste brengt hem tot de conclusie dat in de schoolgymnastiek geen lichamen geoefend of opgevoed worden, maar dat de kern van het vak getypeerd kan worden als onderwijs in bewegen. Gordijns aanduiding ‘bewegingsonderwijs’ voor het vak schoolgymnastiek stamt reeds uit het jaar 1948. Veel verzet uit de vakwereld volgt. In zijn dissertatie heeft Gordijn – gesteund door onder meer inzichten vanuit de existentiële fenomenologie - een en ander nader onderbouwd en uitgewerkt. Hierbij ontpopt hij zich als ‘auctor intellectualis’ van een Leer van het Menselijk Zich Bewegen (LMZB).
In 1963 wordt Gordijn benoemd tot lector in de Leer van het Menselijk Zich Bewegen aan de Vrije Universiteit.  In 1969 wordt hij – eveneens aan de VU - benoemd tot gewoon hoogleraar in hetzelfde vakgebied. 
Hoewel het Gordijn vooral te doen was om goede theorievorming ten behoeve van de praktijk, is hij door zijn ambitie en bezielende werking nauw betrokken geweest bij:
- De oprichting van de studentensport aan de Vrije Universiteit (ASVU) in 1945, waarvan hij (hoofd-) sportleider is geweest van 1945 tot 1953;
- De oprichting van de (voorloper van) de Christelijke Academie voor Lichamelijke Opvoeding (nu: Calo-Windesheim) in 1947, waarvan hij directeur en later rector is geweest van 1947 tot 1969;
- De oprichting van de (voorloper van) de Werkgroep Bewegingsonderwijs (nu: ’t Web, netwerk rondom bewegen) in de tweede helft van de jaren vijftig;
- De oprichting van de Interfaculteit der Lichamelijke Opvoeding aan de Vrije Universiteit (nu: Faculteit Bewegingswetenschappen) in 1971; hij wordt de eerste decaan en blijft dit tot 1974, daarnaast is hij voorzitter geweest van de Vakgroep Bewegingsagogiek (1971-1974).

Bij zijn emeritaat in 1975 wordt hem naast de Orde van de Nederlandse Leeuw ook het erelidmaatschap van de KVLO, vakvereniging voor de lichamelijke opvoeding in Nederland, toegekend.
Gordijn heeft zich niet alleen gemanifesteerd op het terrein van het bewegingsonderwijs. Hij is ook actief geweest op het gebied van sport en spel (b.v. ‘mede-aanzetter’ tot de oprichting van de Nederlandse Christelijke Sport Unie in 1955 en latere adviseur hiervan) en heeft daarover ook meerdere publicaties op zijn naam staan.  
Gordijns belangstelling  gaat echter vooral uit naar de ‘gemankeerde mens’. Vanaf het einde van de jaren veertig heeft hij zich op allerlei wijzen beziggehouden met het terrein van de bewegingstherapie en revalidatie. Zo schrijft hij naast diverse artikelen, samen met zijn (oud-) leerling C. van den Brink het boek Bewegingsonderwijs aan het geestelijk gehandicapte kind (1969), is hij onder meer consulent van ’s Heerenloo Loozenoord (verstandelijk gehandicapten), adviseur van de Johanna Stichting (revalidatie) en van de Academie voor Fysiotherapie te Arnhem.
Na zijn emeritaat in 1975 keert Gordijn het publieke domein de rug toe. Wél houdt hij in kleinere en meer vertrouwde verbanden referaten en lezingen en onderhoudt hij in werkgroepen contact met oud-leerlingen en –medewerkers. Hoewel nauwelijks bekend, zijn zijn inzichten in deze periode – deels gevoed door verschuivende inzichten van leerlingen - op enkele terreinen verder ontwikkeld (Heij, 2006).  Deze tien jaar durende periode waarin Gordijn als 'vrijgestelde' kan denken en spreken sluit af met een interview in 1984.  Gordijn is dan 75 jaar. Vervolgens duikt hij onder in de openbare vergetelheid. Hij overlijdt te Otterlo op 20 december 1998.
Door zijn verdiensten op het institutionele vlak en vooral door zijn vernieuwende opvattingen over bewegen en bewegingsbeïnvloeding neemt Gordijn een opmerkelijke plaats in in de (recente) geschiedenis van de theorievorming over het menselijk bewegen en de bewegingsagogiek.